# Aimee Lou Wood
Aimée Lou Wood (ur. 3 lutego 1995 w Stockport) – brytyjska aktorka.

## Życiorys
Aimee Lou Wood pochodzi z Manchesteru w Anglii i studiowała aktorstwo najpierw w Oxford School of Drama, a następnie Royal Academy of Dramatic Art (RADA, Królewska Akademia Sztuki Dramatycznej), którą ukończyła w 2017 roku. W tym czasie angażowała się w wiele sztuk teatralnych, m.in. w Scuttlers i Vinegar Tom. Zagrała również w filmach krótkometrażowych takich jak Hen i Summerfolk.
Od 2019 roku gra w serialu Netfliksa Sex Education w roli Aimee Gibbs, mimo że początkowo ubiegała się o rolę Lily.
Connor Swindells, z którym Aimee grała w serialu Sex Education, potwierdził ich związek w styczniu 2019.

## Filmografia
| Rok       | Tytuł                      | Rola          | Uwagi                  |
| --------- | -------------------------- | ------------- | ---------------------- |
| 2019–2023 | Sex Education              | Aimee Gibbs   | serial; w gł. obsadzie |
| 2020      | Uncle Vanya                | Sonya         | nagrane przedstawienie |
| 2021      | Szalony świat Louisa Waina | Claire        | film                   |
| 2021      | On the Edge                | Jane          | miniserial; 1 odc.     |
| 2022      | Życie                      | Margaret      | film                   |
| 2023–2024 | Alice & Jack               | Maya          | serial; 6 odc.         |
| 2024      | Seize Them!                | królowa Dagan | film                   |
| 2025      | Biały Lotos                | Chelsea       | serial                 |